# Diplazium costale
Diplazium costale là một loài thực vật có mạch trong họ Woodsiaceae. Loài này được (Sw.) C. Presl miêu tả khoa học đầu tiên năm 1836.